# Copa Simón Bolívar 1976
La Copa Simón Bolívar 1976 fue la sexta y última edición del certamen organizado por la Federación Venezolana de Fútbol. El título fue para Alianza Lima, que dio la vuelta olímpica en el estadio José Antonio Paéz de Acarigua.
Originalmente, Independiente Santa Fe era el representante de Colombia, al ser el campeón colombiano de 1975, pero su lugar lo tomó América de Cali por ser el vigente campeón de la Copa Simón Bolívar 1975. El Guabirá boliviano fue el cuarto participante. 

## Equipos participantes
| País      | Equipo            | Vía de clasificación                  |
| --------- | ----------------- | ------------------------------------- |
| Bolivia   | Deportivo Guabirá | Campeón Boliviano 1975                |
| Colombia  | América de Cali   | Campeón de la Copa Simón Bolívar 1975 |
| Perú      | Alianza Lima      | Campeón Peruano 1975                  |
| Venezuela | Portuguesa        | Campeón Venezolano 1975               |

### Partidos
1ª ronda
| Fecha                   | Lugar    | Local        | Resultado | Visitante       |
| ----------------------- | -------- | ------------ | --------- | --------------- |
| 28 de noviembre de 1976 | Acarigua | Portuguesa   | 1–0       | Guabirá         |
| 30 de noviembre de 1976 | Acarigua | Alianza Lima | 2–1       | América de Cali |

2ª ronda
| Fecha                  | Lugar    | Local      | Resultado | Visitante       |
| ---------------------- | -------- | ---------- | --------- | --------------- |
| 2 de diciembre de 1976 | Acarigua | Guabirá    | 1–0       | Alianza Lima    |
| 2 de diciembre de 1976 | Acarigua | Portuguesa | 1–0       | América de Cali |

3ª ronda
| Fecha                  | Lugar    | Local        | Resultado | Visitante       |
| ---------------------- | -------- | ------------ | --------- | --------------- |
| 5 de diciembre de 1976 | Acarigua | Guabirá      | 3–2       | América de Cali |
| 5 de diciembre de 1976 | Acarigua | Alianza Lima | 2–0       | Portuguesa      |

### Tabla de posiciones
| Pos. | Equipo          | PJ | PG | PE | PP | GF | GC | Dif. | Puntos |
| ---- | --------------- | -- | -- | -- | -- | -- | -- | ---- | ------ |
| 1°   | Alianza Lima    | 3  | 2  | 0  | 1  | 4  | 2  | +2   | 4      |
| 2°   | Guabirá         | 3  | 2  | 0  | 1  | 4  | 3  | +1   | 4      |
| 3°   | Portuguesa      | 3  | 2  | 0  | 1  | 2  | 2  | 0    | 4      |
| 4°   | América de Cali | 3  | 0  | 0  | 3  | 3  | 6  | -3   | 0      |

| Bandera de Perú        |
| Campeón                |
| Alianza Lima 1° título |